# Golimumab
Golimumab  è un anticorpo monoclonale di tipo umano, con attività immunosoppressiva, concepito per riconoscere e legare un messaggero chimico presente nell'organismo umano, chiamato fattore alfa di necrosi tumorale (TNF-alfa). Golimumab viene utilizzato per il trattamento di forme moderate e severe di artrite reumatoide, artrite psoriasica e spondilite anchilosante e colite ulcerosa. In Italia il farmaco è venduto dalla società farmaceutica Janssen Biologics con il nome commerciale Simponi.
Golimumab è stato sviluppato da Centocor e Janssen Pharmaceutical, una sussidiaria di Johnson & Johnson, in collaborazione con la Schering-Plough e la Mitsubishi Tanabe Pharma. Il farmaco è stato autorizzato per la commercializzazione in Europa dalla European Medicine Agency (EMEA) nel mese di ottobre 2009. In alcuni paesi europei, è commercializzato dalla Merck & Co..

## Farmacodinamica
Il farmaco è un anticorpo monoclonale umano che agisce sul fattore di necrosi tumorale alfa (TNF-alfa), una molecola pro-infiammatoria. Golimumab lega il fattore di necrosi tumorale –α sia nella sua forma solubile, sia in quella transmembrana bioattiva, formando con esso dei complessi altamente stabili ed impedendo il legame del TNF–α ai suoi recettori, pertanto comportandosi come un inibitore del TNF–α. Il TNF–α è un fattore pro-infiammatorio delle citochine, che riveste un ruolo fondamentale nella patogenesi di molte malattie infiammatorie croniche delle articolazioni.
Il complesso stabile golimumab e TNF–α, impedisce l'espressione sulla superficie delle cellule endoteliali della selectina E, una glicoproteina di adesione per i leucociti che ne favorisce il rotolamento (rolling) e ne permette il passaggio dallo spazio intravascolare a quello del tessuto leso.

## Farmacocinetica
La biodisponibilità media assoluta di golimumab somministrato per via sottocutanea è del 50% circa. Si stima che l'emivita terminale sia di circa 10-15 giorni negli individui sani e di durata analoga nei pazienti con artrite reumatoide, artrite psorisiaca o spondilite anchilosante.

## Usi clinici
Golimumab associato al metotrexato è indicato per:
- Il trattamento dell'artrite reumatoide in fase attiva (da moderata a grave), in soggetti adulti, quando vi è stata una inadeguata risposta ai farmaci anti–reumatici che modificano la malattia.
- Il trattamento dell'artrite reumatoide grave e progressiva nei soggetti adulti non precedentemente trattati con MTX.
- Il trattamento dell'artrite psoriasica in fase attiva e progressiva, in soggetti adulti, anche in questo caso quando vi è stata inadeguata risposta ai farmaci anti–reumatici che modificano la malattia.
- Il trattamento della spondilite anchilosante grave, in fase attiva, nei soggetti adulti non adeguatamente rispondenti alle terapie convenzionali.

In pazienti con artrite reumatoide in associazione al metotrexato (MTX) si è mostrato più efficace della sola terapia con MTX.

### Studi clinici multicentrici
L'efficacia di golimumab è stata valutata in tre studi clinici multicentrici, randomizzati ed in doppio cieco, controllati con placebo, condotti su 1500 pazienti con più di 18 anni d'età ed artrite reumatoide (AR) in fase attiva, da moderata a grave.

I tre studi hanno valutato pazienti naïve rispetto al metotrexato (MTX) (GO-BEFORE, pazienti = 637) pazienti non rispondenti a MTX (GO-FORWARD, pazienti = 444) e pazienti con esperienza di un precedente trattamento anti-TNF (GO-AFTER, pazienti = 461).

In tutti gli studi, golimumab è stato somministrato sottocute una volta al mese, in dosi di 50 mg o 100 mg. Il dosaggio di 50 mg una volta al mese è risultato quello con il miglior rapporto rischio-beneficio e risulta anche il dosaggio di trattamento approvato da EMEA.
- Studio GO–BEFORE (GOlimumab Before Employing methotrexate as the First-line Option in the treatment of Rheumatoid Arthritis of Early onset) 637 pazienti con AR in fase attiva, metotrexate (MTX) naïve e mai trattati in precedenza con un farmaco anti–TNF sono stati randomizzati per ricevere placebo + MTX, golimumab 50 mg + MTX, golimumab 100 mg + MTX, golimumab 100 mg + placebo. Nei pazienti trattati con golimumab + MTX, non venne registrato un miglioramento statisticamente significativo del dolore articolare, e neppure dell'attività di malattia. L'associazione Golimumab + MTX mostrava di inibire la progressione radiografica della malattia in modo significativamente migliore del solo MTX.[9]
- Studio GO-FORWARD (GOlimumab FOR subjects With Active RA Despite MTX) 444 pazienti con AR in fase attiva, nonostante un trattamento stabile con MTX al dosaggio di almeno 15 mg/settimana, sono stati randomizzati per ricevere placebo + MTX, golimumab 50 mg + MTX, golimumab 100 mg + MTX o golimumab 100 mg + placebo. La combinazione di golimumab + MTX è stata associata ad un significativo miglioramento dei sintomi e dell'attività della malattia e si è dimostrata in questo senso significativamente superiore al solo MTX. I miglioramenti si registrano già quattro settimane dopo la prima iniezione sottocutanea di golimumab e continuano nelle settimane successive. Inoltre, in questi pazienti, si è registrato un miglioramento significativo della funzione fisica e della qualità della vita, nonché della sintomatologia.[10][11][12]
- Studio GO-AFTER (Golimumab After Former anti-TNF Therapy Evaluated in RA) 461 pazienti con AR trattati in precedenza con uno o più farmaci anti–TNF, quali ad esempio adalimumab, etanercept, o infliximab. In questi pazienti affetti da AR già precedentemente trattati con vari antagonisti del TNF sono stati notati significativi miglioramenti nei sintomi clinici, nella funzionalità fisica e nella qualità di vita, nonché una riduzione statisticamente significativa dell'attività della malattia dopo essere stati trattati con golimumab. Il successo del trattamento si è reso evidente dopo un periodo di osservazione di sei mesi ed è continuato indipendentemente dal tipo e numero di farmaci anti-TNF (adalimumab, etanercept o infliximab) precedentemente somministrati, o il motivo per il quale la terapia era stata interrotta.[13][14]

## Effetti collaterali ed indesiderati
Nei soggetti trattati con golimumab l'infezione del tratto respiratorio superiore, caratterizzata da rinofaringite, faringite, laringite oppure rinite, è certamente la reazione avversa da farmaco più frequentemente segnalata.

Relativamente comuni sono anche altre infezioni, influenza e infezioni da herpes virus, bronchite, sinusite, alcune delle quali gravi, come sepsi, polmonite, tubercolosi, infezioni micotiche invasive (istoplasmosi, coccidioidomicosi, pneumocistosi) e infezioni opportunistiche (infezioni da micobatteri atipici e protozoarie).

In corso di terapia è frequente la comparsa si sintomi quali capogiro, parestesia, mal di testa, depressione, insonnia, costipazione, dispepsia, nausea, dolore addominale, aumento delle transaminasi (AST ed ALT).

È possibile che si verifichino reazioni locali nel sito di iniezione del farmaco. La maggior parte delle reazioni consiste in un semplice arrossamento. Queste reazioni locali sono per lo più di gravità lieve moderata e di solito non richiedono l'interruzione della terapia.

## Controindicazioni
Il farmaco è controindicato nei soggetti con ipersensibilità nota al principio attivo oppure ad uno qualsiasi degli eccipienti utilizzati nella preparazione farmaceutica.
È inoltre controindicato in pazienti con tubercolosi in fase attiva oppure con altre gravi infezioni, come ad esempio infezioni opportunistiche e sepsi. Non deve esser utilizzato da soggetti con problemi di insufficienza cardiaca da moderata a grave (la classe III/IV NYHA – New York Heart Association).

## Dosi terapeutiche
Il trattamento con golimumab è bene sia iniziato e supervisionato da medici specialisti con specifica formazione nella diagnosi e trattamento dell'artrite reumatoide, dell'artrite psoriasica o della spondilite anchilosante.
Nei pazienti affetti da una delle tre precedenti patologie golimumab, al dosaggio di 50 mg, deve essere somministrato una volta al mese e sempre nel medesimo giorno del mese. È inoltre necessario che golimumab, nei soggetti con artrite reumatoide, sia somministrato in concomitanza con metotrexato (MTX).
In genere i pazienti trattati con l'anticorpo monoclonale raggiungono la risposta clinica in un arco di tempo di 12–14 settimane dall'inizio del trattamento (vale a dire dopo 3–4 dosi mensili del farmaco). Nei soggetti che non evidenziano beneficio terapeutico dalla somministrazione di golimumab entro quest'arco di tempo è necessario valutare se sia opportuno proseguire ulteriormente la terapia.

### Golimumab
- (EN) Ruediger Mueller e Johannes von Kempis, Clinical Trials in Rheumatology, Springer, 7 gennaio 2011,  pp. 228–, ISBN 978-1-84996-383-1.
- (EN) John J. Cush, Michael E. Weinblatt e Arthur Kavanaugh, Rheumatoid Arthritis: Early Diagnosis and Treatment, Professional Communications, 1º luglio 2010,  pp. 243–, ISBN 978-1-932610-58-1.
- (EN) Jonathan S. Coblyn, Bonnie Bermas, M.D., Michael Weinblatt, Simon Helfgott, Brigham and Women's Experts' Approach to Rheumatology, Jones & Bartlett Learning, 1º giugno 2010,  pp. 221–, ISBN 978-0-7637-6916-1.
- (EN) Stephan A. Targan, Stephan R. Targan, Fergus Shanahan, Loren C. Karp, Inflammatory Bowel Disease: Translating Basic Science Into Clinical Practice, John Wiley and Sons, 30 ottobre 2009,  pp. 425–, ISBN 978-1-4051-5725-4.